# Bernardo Scammacca
Bernardo Scammacca foi um beato siciliano.

## Vida e obras
Nascido em família nobre, depois de uma juventude dissipada, postrado por uma grave ferida recebida num duelo, entra na Ordem dos Pregadores em 1452.
Dedicado aos mais necessitados, fundou um hospital - que ainda existe - com a ajuda dos cidadãos e foi responsável por ele até falecer. Foi prior da ordem na Catânia, mais tarde em Palermo e finalmente vigário-geral dos conventos reformados da Sicília.

## Devoção
Após a sua morte, em 1487, ele foi enterrado em cova comum, que passou a ser visitada por fiéis em busca de sua intercessão. Por isso, decidiu-se transladar o seu corpo para um lugar mais apropriado. Ao se abrir a cova, seu corpo estava incorrupto e permanece até hoje abrigado numa urna na Igreja de São Domingos, na Catânia.